# Carlos Alberto Contín
Carlos Alberto Contín (conocido como el Vasco), abogado y político, nació en 1948 en la ciudad de Nogoyá provincia de Entre Ríos, hijo de Carlos Raúl Contín político argentino y de Nellida Biaggioni.
Desde que comenzó sus estudios de derecho en las Universidades Nacionales del Litoral y de Buenos Aires, se situó en los sectores progresistas de la UCR, siendo uno de los fundadores del MURA en la provincia de Santa Fe, movimiento del cual luego naciera Franja Morada. Se enfrentó, en ese tiempo, con los matones de la dictadura de Onganía como con los grupos predicadores, y practicantes de una violencia nihilista que simulaban despreciar a los estudiantes radicales por negarse a participar de la lucha armada.
Ejerció por algún tiempo el periodismo, siendo director del diario La Acción, de la ciudad de Nogoyá, durante la última dictadura militar.
Una vez recibido de abogado vuelve a la ciudad de Nogoyá, donde desempeña diversos cargos partidarios, entre ellos la presidencia del Comité Departamental, es miembro del Congreso Provincial de Entre Ríos, del Comité Provincial entrerriano y delegado al Comité Nacional Radical. Estuvo entre los fundadores del Movimiento de Renovación y Cambio, liderado por Raúl Ricardo Alfonsín, al que lo unía una entrañable amistad.
Militó en el partido Radical al igual que su padre Carlos Raúl Contín, pero en alas opuestas del radicalismo, su padre era miembro de los radicales del pueblo leal a Ricardo Balbín, su hijo por el contrario estaba alineado a Raúl Ricardo Alfonsín.
Es elegido diputado de la provincia de Entre Ríos en el año 1983, el año en que vuelve la democracia a la República Argentina, siendo presidente de la Cámara hasta el año 1985. En ese tiempo le correspondió dirigir la reorganización de toda la estructura de esa rama de la Legislatura, que había sido desmantelada por los gobiernos de la dictadura.
Antes de finalizar su mandato, en el año 1987, el Presidente de la Argentina Raúl Ricardo Alfonsín le confió la Subsecretaría del Ministerio del Interior, a cargo de su amigo y Enrique Nosiglia. El mismo Presidente de la nación Argentina Raúl Ricardo Alfonsín, señaló reiteradamente que el desempeño de Carlos Alberto Contín, en sus delicadas funciones había sido realmente positivo.
Fue también, secretario del Comité Nacional de la UCR (Unión Cívica Radical), durante la presidencia de Raúl Ricardo Alfonsín (cargo que desempeñó al fallecer), candidato a senador por la provincia de Entre Ríos, miembro de diversas instituciones de Nogoyá.
Su vida transcurría entre la política, ejerciendo como secretario del Comité Nacional Radical, en la ciudad de Buenos Aires, y el campo donde le gustaba descansar y disfrutar de la paz, y de su ciudad natal.
Fue una persona extremadamente querida, sus amigos, su familia, sus recuerdos, dueño de un gran
corazón, hasta su último día. Dueño de una voz fuerte y muy buen orador, lo que lo conocieron afirman que era un amigo de fierro, leal, de no guardar rencores aunque a él lo allan dañado, sabía ser pasiented, tenaz, hombre de palabra, defensor de sus afectos, hombre alegre, tenaz, de muchos amigos, el dolor lo conoció pero su corazón dejaba de lados sus rencores.
Sufrió de una cruel enfermedad que se lo llevó muy joven y rápido, a los 48 años, el 5 de febrero de 1997, el día del cumpleaños de su madre, en la ciudad de Buenos Aires, donde vivía, sus restos fueron inmediatamente trasladados a su ciudad natal donde también descansan los restos de sus padres, el 6 de febrero de 1997, se realiza sus sepultura en la ciudad de Nogoyá, allí habló despidiendo a su gran amigo el presidente Raúl Ricardo Alfonsín.